# Scuola storica del diritto

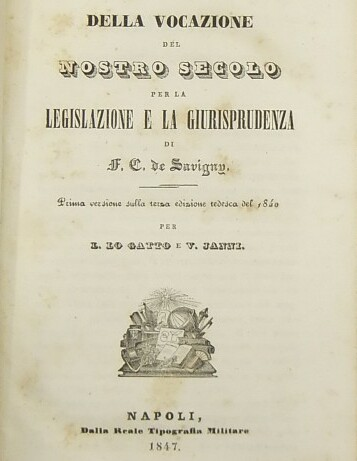
Frontespizio de Della vocazione del nostro secolo per la legislazione e la giurisprudenza di Friedrich Carl von Savigny

Per Scuola storica va intesa la scuola giuridica, profondamente influenzata dal romanticismo, fondata da Friedrich Carl von Savigny.
Essa criticò sia il giusnaturalismo che il positivismo.
La critica al giusnaturalismo riguardava la sua astrattezza, in quanto il diritto naturale sembrava volersi discostare da una visione storicistica affermando la validità universale di princìpi eterni ed immutabili.
Con riguardo alla polemica contro il positivismo, propugnatore delle codificazioni, spicca la pubblicazione, nel 1814, della Della vocazione del nostro secolo per la legislazione e la giurisprudenza, ovvero il manifesto della Scuola Storica, scritto dal Savigny in risposta alle tesi del collega, Anton Thibaut, di elaborare una codificazione sul modello napoleonico volta ad unificare il diritto nel mondo germanico.
In questo testo, il Savigny dava nuovo vigore alla scienza del diritto, la cosiddetta scientia juris, e trovava soluzione alle maggiori questioni che in quel periodo laceravano la dottrina, anche germanica. Egli affermava, infatti, che l'idea di codice doveva essere superata in quanto risultava un inutile irrigidimento di un fenomeno di per sé non racchiudibile in schemi precisi, poiché il vero fondamento del diritto civile non poteva coincidere con il cesareo gladio, considerato, dallo stesso, strumento di guerra e soggiogazione, ma doveva riconoscersi nella naturale dipendenza del diritto dai costumi e dallo spirito di ciascun popolo. Pertanto si avrà un diritto in continua evoluzione e trasformazione, analogamente a quanto avviene per il linguaggio adoperato da ogni popolo. A questo rapporto va aggiunto il vitale sviluppo offerto dalla scienza specifica dei giuristi. Da ciò lo studioso faceva discendere quanto leggi e codici non siano necessariamente in armonia con il carattere del popolo, finendo per rappresentare una rottura nell'ordinato fruire della tradizione giuridica nazionale. In conclusione, il modo corretto di procedere per l'unificazione del sistema giuridico germanico consisteva nello spronare la crescita progressiva di una scienza del diritto comune all'intera nazione.
Questo documento ebbe, nel mondo universitario germanico, un'accoglienza strepitosa. Aderendo a questa metodologia ed ai suoi presupposti, due generazioni di giuristi tedeschi si dedicarono al compito di costruire una scienza ed un sistema. Tra questi giuristi spicca il contributo di Georg Friedrich Puchta (1798-1846), allievo del fondatore di questa scuola.

## Il contributo di Puchta

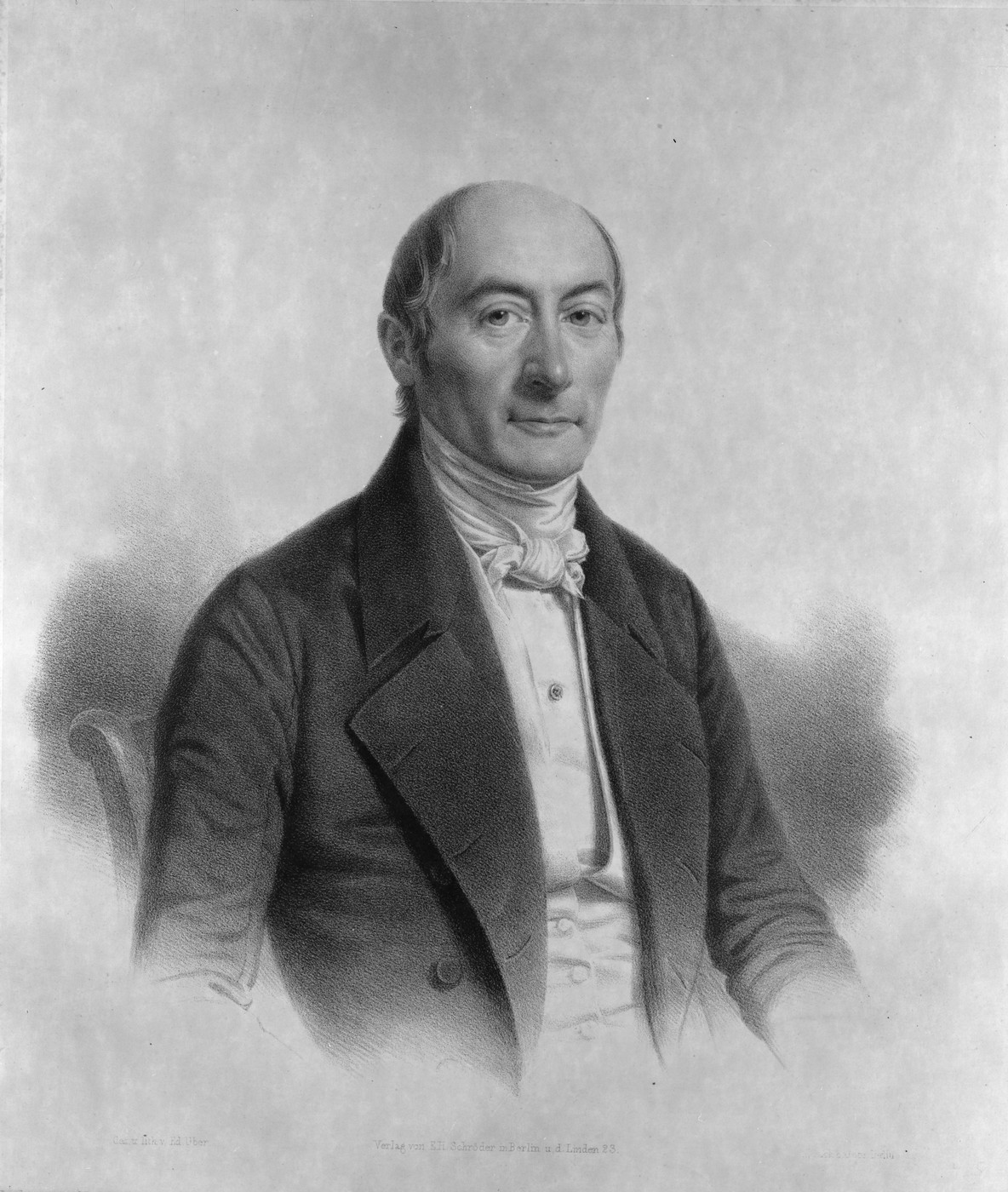
Georg Friedrich Puchta

Puchta reinterpretò il concetto di Volksgeist (spirito del popolo) modificando la visione di diritto frutto della tradizione storica come elemento formante un organismo vivo e diviso in altrettanti parti organiche che si suppongono e completano reciprocamente. La conoscenza sistematica del diritto era perciò quella in grado di percepire l'intimo legame che unisce le singole parti, ossia ne comprende i particolari come membra dell'intero – corpo.
In questa generale visione del diritto come organo, la scienza del diritto viene a far parte del sistema, in quanto il sistema non era altro che la comprensione piena dell'organicità naturale del diritto come fenomeno. Fu così che si procedette al recupero della sistematica giusnaturalistica.
Il pensiero di Puchta è esemplificabile con la teoria della piramide concettuale in base alla quale tutti i concetti giuridici possono essere sistematicamente organizzati secondo una scala a partire dai più generali, sino ai più dettagliati, ma tale criterio deve essere rispettato al punto tale che, adoperando il criterio della deduzione logica, si possa seguire la scala sia in senso ascendente che in senso discendente.
Seguendo questa impostazione una proposizione giuridica diveniva legittima solo mediante il suo inserimento logico nel sistema. Sinteticamente si può affermare che il criterio di validazione diveniva la consequenzialità logica di ogni proposizione giuridica rispetto al tutto, in base al principio della non contraddittorietà. Con ciò si poneva un argine al dialogo quantitativo tra regola ed eccezione, tipico del discorso dei giuristi del jus commune (ossia la regola è la norma che si applica al maggior numero di casi, mentre l'eccezione è ciò che si applica in circostanze ben delineate). Da tali considerazioni si può ben comprendere come il sistema detti legge, ovvero la sua intelaiatura complessiva renda logicamente impossibile tutta una serie di regole o di conclusioni giuridiche ad esso logicamente antagoniste.

## Il contributo della Scuola Storica al diritto contemporaneo

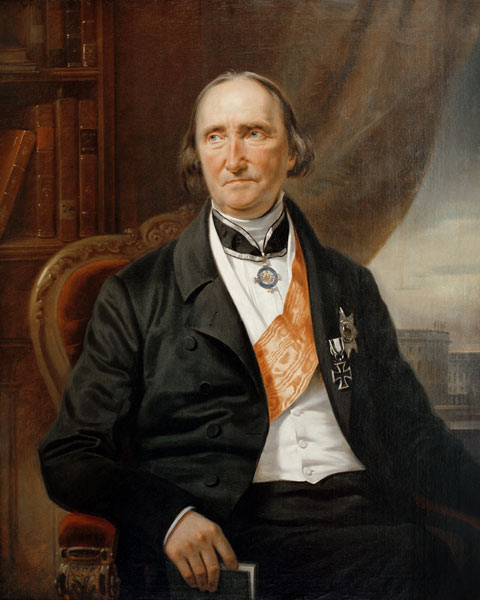
Friedrich Carl von Savigny

Il programma della scuola del Savigny, ovvero l'unificazione del diritto tedesco attraverso la scienza, fu accompagnato da una generale approvazione per il suo carattere radicale. Essa, infatti, imponeva di spogliarsi di ogni forma di norma eccezionale, adoperata ampiamente nei sistemi dove trovava applicazione il sistema del Code civil. Questa estremizzazione, d'altronde, era espressione del ruolo che i giuristi tedeschi si erano assunti, ossia di guida del diritto e, pertanto, dovevano trovare un modo per dirigere l'applicazione del diritto per tutta la costellazione dei casi pratici che potevano presentarsi nella vita concreta. Questo metodo fu trovato nella logica ferrea e in una sistematica rigida.
Per espletare al meglio questa metodologia i giuristi della Scuola storica dovevano definire ogni concetto con scientifica precisione, così da essere disegnati esattamente alla fattispecie considerata. Questo tipo di analisi fu effettuato da due generazioni di giuristi tedeschi e portò ad un notevole affinamento di idee e figure giuridiche e ad una delle non molte fasi di effettiva accumulazione concettuale promosse dalla scientia juris.
Questa tecnicizzazione del diritto non aveva avuto precedenti nel mondo giuridico occidentale sia di civil che di common law, che, invece, adoperavano ed adoperano diversi termini con concetti anfibologici.
Esempi di quanto scritto sono il concetto di nullità ed il concetto di mandato. Nel diritto comune, come nel Code Napoléon e nell'ABGB, la parola mandato serviva per designare indifferentemente l'atto attributivo della rappresentanza ed il rapporto tra il mandante ed il mandatario. La distinzione esistente, ad esempio nel codice civile italiano, tra procura e mandato è frutto di un'analisi concettuale che distingue tra il lato interno e quello esterno del rapporto.
Con riguardo alla nullità va sottolineato che, nel lessico giuridico del diritto comune, come in quello usato nel Code civil, la parola nullità è termine collettivo per indicare varie specie di invalidità. La distinzione tra annullabilità e nullità è una creazione della giurisprudenza tedesca del secolo scorso.